# Harpalus picipennis
Harpalus picipennis es una especie de escarabajo del género Harpalus, familia Carabidae. Fue descrita científicamente por Duftschmid en 1812.
Habita en Dinamarca, Suecia, Francia, Bélgica, Países Bajos, Alemania, Suiza, Austria, Chequia, Eslovaquia, Hungría, Polonia, Letonia, Bielorrusia, Ucrania, Italia, Bosnia y Herzegovina, Yugoslavia, Macedonia del norte, Grecia, Bulgaria, Rumania, Moldavia y Rusia.